# Tamanski zaljev
Tamanski zaljev (rus. Таманский залив, Tamanskij zaliv) je plitki zaljev na istočnoj obali Kerčkih vrata koja na južnoj strani oblikuje Tuzlanska prevlaka, a na sjeveru Čuška prevlaka. Uranja u Tamanski poluotok Krasnodarskog kraja u Rusiji u duljini od oko 16 km. Zaljev je 8 km širok na izlazu, a dubok je  do 5 metara. U zaljevu su ribarska sela i stari gradić Taman.
Pun je otočića, od kojih su nastali u oluji 1925. godine koja je raspršila pijesak iz Tuzlanske prevlake. Dio Tuzlanske prevlake rekonstruiran je tijekom izgradnje Krimskog mosta.
Smrzavanje mora obično počinje sredinom prosinca i traje do ožujka.

## Vanjske poveznice
|  | Zajednički poslužitelj ima još gradiva o temi Tamanski zaljev |